# سرزمین شاه ادوارد هفتم

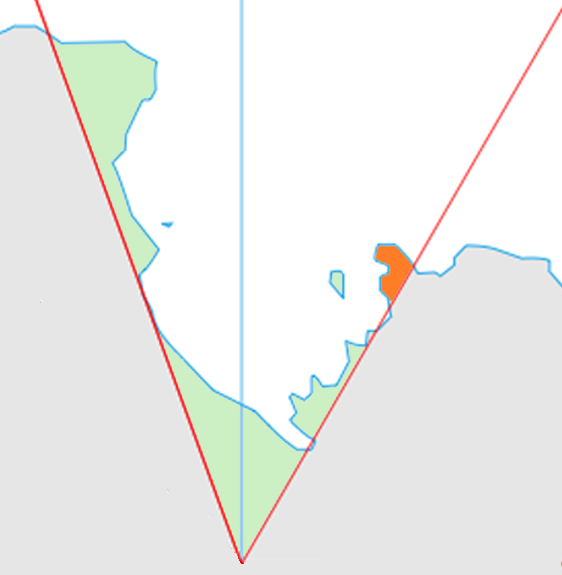
نقشه؛ نشانگر موقعیت سرزمین شاه ادوارد هفتم

سرزمین شاه ادوارد هفتم (انگلیسی: King Edward VII Land) که در حقیقت یک شبه جزیره محسوب می‌گردد. یک منطقه وسیع و پوشیده از یخ می‌باشد که در بخش شمال غربی سرزمین ماری برد در قطب جنوب قرار دارد. این سرزمین جزیره‌هایی را نیز شامل می‌گردد که در دریای راس، میان خلیج سالزبرگ و گوشهٔ شمال شرقی یخ‌تاق راس قرار دارند.

## نگارخانه

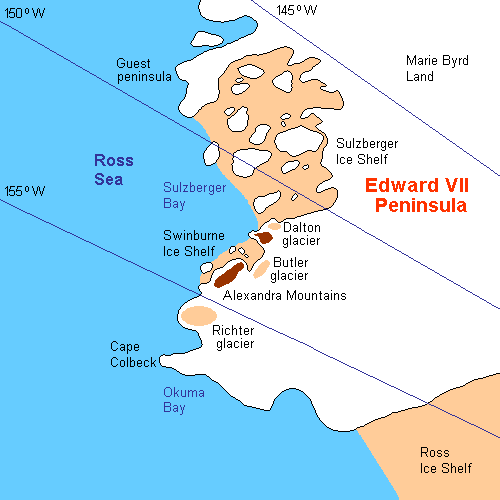
جزایر سرزمین شاه ادوارد هفتم